# Benito Carbone
Benito Carbone (* 14. August 1971 in Bagnara Calabra) ist ein ehemaliger italienischer Fußballspieler und aktueller -trainer. Als trickreicher Stürmer war er in den 1990er-Jahren in der Heimat für Vereine wie den SSC Neapel und Inter Mailand aktiv, bevor er 1996 nach England in die Premier League zu Sheffield Wednesday wechselte und sich dort zum Publikumsliebling entwickelte.

## Sportlicher Werdegang

### Anfänge in Italien
Carbone kam in der italienischen Provinz Kalabrien zur Welt und wuchs in bescheidenen Verhältnissen auf. Sein Vater starb, als er vier Jahre alt war und die Mutter zog sechs Söhne mit mehreren Jobs auf. Einen Ausweg bot dem jungen Benito Carbone der Fußball und so schloss dieser sich der Nachwuchsabteilung des FC Turin an, nachdem er die Verantwortlichen dort bei einem Jugendturnier überzeugt hatte – als Spieler seines Heimatklubs A.S. Scilla Calcio. Er debütierte für „Torino“ in der Serie A am 15. Januar 1989 gegen den Pisa SC und nach drei weiteren Einsätzen in der laufenden Saison stieg er mit dem Klub in die Zweitklassigkeit ab. Es gelang im Jahr darauf über die Zweitligameisterschaft der direkte Wiederaufstieg, aber mit gerade einmal fünf Einsätzen (ohne Tore), kam Carbone dabei nur eine Nebenrolle zugute. Um Spielpraxis zu erlangen und da der sportliche Durchbruch auf Erstliganiveau noch auf sich warten ließ, wurde Carbone in den Folgejahren an Zweitligisten ausgeliehen, von Reggina Calcio in der Saison 1990/91 über den FC Casertana in der Spielzeit 1991/92 hin zu Ascoli Calcio in der Saison 1992/93. Dabei ereilte ihm mit Reggina und Casertana zwei weitere Male das Schicksal eines Abstiegs, wohingegen er mit Ascoli nur um zwei Punkte an einem Serie-A-Aufstieg scheiterte. Insgesamt absolvierte er in den drei Jahren als Leihspieler 90 Zweitligapartien und erzielte 15 Tore. Hier festigte er seine Rolle als technisch begabter Angreifer, der mehr als Unterstützer als „zweiter Stürmer“ oder „hinter den Spitzen“ und nicht als „klassischer Torjäger“ agierte.
Nach seiner Rückkehr nach Turin zur Saison 1993/94 wurde er dort mit 28 Erstligaeinsätzen zu einer festen Größe und im Sommer 1994 an die AS Rom verkauft. Dass er von dort jedoch nur nach wenigen Tagen zum SSC Neapel weiterzog, lag an der Verpflichtung des Uruguayers Daniel Fonseca in die entgegengesetzte Richtung. Beim Transfer von Fonseca von Neapel nach Rom wurde Carbone als Teil des Deals „eingepreist“. Carbone übernahm zur Saison 1994/95 das hochdekorierte (ehemals von Diego Maradona getragene) Trikot mit der Nummer 10 und neben 29 Erstligapartien absolvierte er fünf Begegnungen im UEFA-Pokal (mit drei Toren) für „Napoli“. Nächste Station war ab der Saison 1995/96 Inter Mailand. Damit erfüllte er sich einen Traum, da die Familie „Inter“ stets angehangen hatte. Das Engagement verlief jedoch unglücklich und Carbone agierte oft auf der ungeliebten Flügelposition. Dies führte dazu, dass er unter dem Trainer Roy Hodgson keine Perspektive mehr sah und nach dem schwachen siebten Abschlusstabellenplatz im Sommer 1996 wagte er im Oktober 1996 den Sprung nach England für eine neue Herausforderung. Im Nachgang bereute Carbone diese Entscheidung ein wenig, da bei Inter mit der Verpflichtung von hochkarätigen Fußballern wie Ronaldo und des neuen Trainers Luigi Simoni eine Trendwende bevorstand.

### Publikumsliebling in England
Carbones Weg führte in die Premier League zu Sheffield Wednesday. Dort waren die Unterschiede zum Leben in Italien fundamental. Dazu kamen Sprachprobleme, bei denen Carbone aber Unterstützung von Des Walker erhielt, der Mannschaftskapitän war und selbst in Italien gespielt hatte. Unter dem Trainer David Pleat hatte Carbone sportlich wenige Eingewöhnungsschwierigkeiten und spätestens mit der Verpflichtung seines Landsmanns Paolo Di Canio wurde aus Sheffields Offensive eine der unterhaltsamsten und kreativsten Angriffsreihen in der Liga. Unter Pleats Nachfolger Danny Wilson nahmen jedoch die Spannungen mit Carbone zu und als Di Canio den Klub in Richtung West Ham United verließ, standen auch die Vorzeichen bei Carbone auf Abschied. Im Oktober 1999 verließ Carbone Sheffield in Richtung Aston Villa. Bei den „Villans“ war Carbone in der Saison 1999/2000 ein maßgeblicher Faktor dafür, dass das Endspiel im FA Cup erreicht wurde. Er schoss in der fünften Runde einen Hattrick zum 3:2-Sieg gegen Leeds United und das Siegtor im Viertelfinale gegen den FC Everton. Das Endspiel gegen den FC Chelsea ging dann mit 0:1 verloren, wobei mit Roberto Di Matteo ein weiterer Italiener für die Entscheidung gesorgt hatte. Dass die Zeit bei Aston Villa nur ein Jahr anhielt, lag an den schleppenden Vertragsverhandlungen. Sein Agent vermittelte einen möglichen Wechsel zu AC Florenz, das von Giovanni Trapattoni trainiert wurde und mit renommierten Mitspielern wie Rui Costa, Gabriel Batistuta und Francesco Toldo lockte. Mit dem Verkauf von Batistuta änderte sich jedoch die Ausgangssituation für Florenz, das dann mögliche Offerten zurückzog.
Als Folgeverein kristallisierte sich etwas überraschend Bradford City heraus. Der Klub hatte knapp den Klassenerhalt in der Premier League gesichert, aber der persönliche Einsatz des Präsidenten, der zu Verhandlungen nach Mailand geflogen war, überzeugte Carbone von einer Vertragsunterzeichnung. An seiner Seite wurde mit Stan Collymore ein weiterer Stürmer verpflichtet, aber die von zunächst Chris Hutchings trainierte und später von Jim Jefferies übernommene Mannschaft fand nicht zu der erhofften Spielfreude und stieg abgeschlagen als Tabellenletzter in die Zweitklassigkeit ab. Bradford City konnte diesen Niedergang finanziell nicht verkraften und Präsident Geoffrey Richmond teilte Carbone mit, dass der Verein Insolvenz anmelden müsse, sollte man ihm weiter das Wochengehalt von 40.000 Pfund zahlen müssen. Dieser gab an, letztlich auf die ihm zustehenden Gelder verzichtet zu haben und er somit einen Verlust von 3,2 Millionen Pfund auf sich nahm. Im Verlauf der Saison 2001/02 spielte Carbone auf Leihbasis jeweils weiter in der Premier League für den späteren Absteiger Derby County sowie den FC Middlesbrough, bevor er nach Italien zurückkehrte.

### Rückkehr nach Italien
Nach dem Ende seiner Zeit in England spielte Carbone zwischen 2002 und 2004 jeweils in der Serie A für Como Calcio und den AC Parma. Während er mit Como einen weiteren Abstieg hinnehmen musste, erlebte er in Parma unter der Leitung von Cesare Prandelli eine Revitalisierung seiner aktiven Karriere. Parma war finanziell in Schieflage geraten und musste in der Folge zentrale Stützen der Mannschaft wie Adrian Mutu, Adriano und Hidetoshi Nakata verkaufen. Mit Alberto Gilardino harmonierte Carbone dann in der Saison 2003/04 aber gut und der Verein konnte den Aderlass mit dem fünften Abschlusstabellenplatz gut kompensieren.
Über die Umwege Catanzaro und Vicenza gastierte Carbone im Jahr 2006 für vier Spiele in Australien beim Sydney FC, wo er als möglicher Ersatz für Dwight Yorke getestet wurde. Während dieser Zeit verletzte er sich jedoch und so scheiterte eine Einigung für ein längerfristiges Engagement. Ab August 2007 führte er dann in Norditalien den unterklassigen AC Pavia als Kapitän an und ging mittelfristig ins Trainerfach über.

### Italienische Auswahlmannschaften
Carbone kam im Verlauf seiner Karriere zu keinem Einsatz in der italienischen A-Nationalmannschaft. Als Junior war er nach regelmäßig in den Auswahlen berücksichtigt worden und nach vier Toren in sieben U-18-Länderspielen, absolvierte er zwischen 1989 und 1994 acht Partien für die U-21-Auswahl. Mit dieser gewann er 1994 auch die Europameisterschaft und traf hier im Halbfinale entscheidend gegen Frankreich im Elfmeterschießen. Dass Carbone nicht für die „Squadra Azzurra“ berücksichtigt worden war, führte Carone selbst darauf zurück, dass er in England „unter dem Radar“ für den italienischen Fußball lief und er dazu seinen sportlichen Höhepunkt in einer Zeit hatte, die geprägt war von Spielern wie Roberto Baggio und Gianfranco Zola bis zur Mitte der 1990er sowie Konkurrenten wie Francesco Totti und Alessandro Del Piero danach.

### Traineraktivitäten
Nach dem Ende seiner aktiven Laufbahn arbeitete Carbone in Pavia als Jugendtrainer für die dortige U-19-Auswahl. Im März 2011 übernahm er die Nachfolge von Gianluca Andrissi als Cheftrainer und sorgte in zwei Monaten dafür, dass sich der Klub aus der Abstiegszone der drittklassigen Lega Pro Prima Divisione zum Ligaerhalt rettete. Mit dieser Empfehlung zog er das Interesse von höherklassigen Klubs auf sich und so verkündete im Juni 2011 der Zweitligist Varese Calcio SSD Carbones Verpflichtung als Nachfolger von Giuseppe Sannino, der Varese in Richtung des Erstligisten aus Siena verlassen hatte. Varese war zuvor unter Sannino als Drittligaaufsteiger nur knapp am Durchmarsch über die Playoffs gescheitert und das Experiment mit Carbone wurde bereits am 1. Oktober 2011 mit seiner Entlassung wieder beendet – kurze Zeit später ersetzte ihn Rolando Maran.
Im Oktober 2012 heuerte Carbone in der viertklassigen Lega Pro Seconda Divisione bei Saint-Christophe Vallée d’Aoste für den geschassten Giovanni Zichella an. Nach anfänglichen Erfolgen, die den Klub vom Tabellenende nach oben steigen ließen, überwarf er sich jedoch mit den Vereinsfunktionären, trat von seinem Amt zurück und entschied sich dafür, die Trainerkarriere in England fortsetzen zu wollen. Besonderes Interesse zeigte er daran, Cheftrainer bei seinem Ex-Klub Sheffield Wednesday zu werden. Hier wurde sein Name im Dezember 2013 für den damals vakanten Posten gehandelt, aber die guten Resultate unter Interimstrainer Stuart Gray sorgten dafür, dass diesem letztlich ein „dauerhafter Vertrag“ angeboten wurde. Carbone arbeitete stattdessen ab April 2014 für Leeds United im Bereich der Akademie, bevor er im August 2014 den Klub aus „familiären Gründen“ wieder verließ.
Zurück in seiner Heimat wurde er im März 2015 Trainer des Viertligisten Pro Sesto 1913 und führte den Klub über den Umweg der Relegation zum Klassenerhalt. Nächste Station war ab August 2016 Ternana Calcio. Dort übernahm er die Nachfolge von Christian Panucci und trat im Januar 2017 von seinem Posten nach einer Serie schwacher Ergebnisse als Tabellenvorletzter wieder zurück. Es folgten Engagements als Kotrainer des FC Crotone (2017–2018), des FC Venedig (2018–2019) und der Landesauswahl von Aserbaidschan (zwischen 2020 und 2022 an der Seite von Gianni De Biasi).
Im April 2023 kehrte er nach zwölf Jahren als Trainer von Pavia zurück und übernahm dabei die Nachfolge des entlassenen Maurizio Tassi. Nach dem Ende der Saison 2022/23 wurde das Engagement zunächst verlängert, bevor Carbone im Oktober 2023 von seinem Amt zurücktrat. Drei Monate später nahm er in den Vereinigten Arabischen Emiraten ein Angebot als Kotrainer von Walter Zenga beim Erstligisten Emirates Club an.

## Titel/Auszeichnungen
- U-21-Europameisterschaft: 1994